# Leucochromodes bicoloralis
Leucochromodes bicoloralis is een vlinder van de familie van de grasmotten (Crambidae), uit de onderfamilie van de Spilomelinae. De wetenschappelijke naam van deze soort is voor het eerst voorgesteld als Ischnurges bicoloralis door Harrison Gray Dyar Jr. in een publicatie uit 1910.
De soort komt voor in Guyana.